# SN 1970M
SN 1970M – niepotwierdzona supernowa odkryta 26 listopada 1970 roku w galaktyce A104818+1403. W momencie odkrycia miała maksymalną jasność 16,50m.